# Квадратний паркет

Шахове фарбування квадратного паркету

Квадратний паркет (регулярний квадратний паркет) — дискретна модель замощення площини рівними квадратами, розташованими сторона до сторони так, що, вершини чотирьох суміжних квадратів знаходяться в одній точці.
Існує безліч нерегулярних квадратних паркетів, в яких ряди прилеглих квадратів по одній стороні взаємно зміщені на довільне зміщення. Регулярний квадратний паркет є двоїстим самому собі: якщо з'єднати центри суміжних квадратів, то проведені відрізки знову дадуть квадратний паркет. Символ Шлефлі квадратного паркету — {4, 4}, що означає, що в кожній вершині паркету сходяться 4 чотирикутника. Хроматичний індекс регулярного квадратного паркету дорівнює 2.
Поле квадратного паркету є основою для багатьох ігор і головоломок, наприклад, поле шахівниці є квадратним паркетом, також і для багатьох інших ігор на квадратному полі: кросвордів, поліміно, моделі «Життя» та інших двовимірних клітинних автоматів.
Регулярний квадратний паркет (регулярна сітка) використовується як модель робочого поля в алгоритмах трасування друкованих плат, таких як алгоритм канального трасування.